# Northwick Park metróállomás
A Northwick Park a londoni metró egyik állomása a 4-es zónában, a Metropolitan line érinti.

## Története
1923. június 28-án a Metropolitan line részeként nyitották meg Northwick Park and Kenton névvel. 1937. március 15-én kapta mai nevét.

## Forgalom
| Járat | Útvonal | Gyakoriság     |
| ----- | --- | -------------- |
|       | Aldgate – Liverpool Street – Moorgate – Barbican – Farringdon – King’s Cross St. Pancras – Euston Square – Great Portland Street – Baker Street – Finchley Road – Wembley Park – Preston Road – Northwick Park – Harrow-on-the-Hill (– tovább Chesham, Watford, Uxbridge és Amersham felé) | 5-6 percenként |

## Átszállási kapcsolatok
| Állomás        | Átszállási kapcsolatok                                                                                           |
| -------------- | --- |
| Northwick Park | Bakerloo line (450 méter séta: Kenton) Overground (450 méter séta: Kenton) Helyi buszok (Northwick Park Station) |

## Fordítás
- Ez a szócikk részben vagy egészben  a   Northwick Park tube station című angol Wikipédia-szócikk fordításán alapul.  Az eredeti cikk szerkesztőit annak laptörténete sorolja fel. Ez a jelzés csupán a megfogalmazás eredetét és a szerzői jogokat jelzi, nem szolgál a cikkben szereplő információk forrásmegjelöléseként.